# باشگاه فوتبال رومان گلس سنت جورج
باشگاه فوتبال رومان گلس سنت جورج (به انگلیسی: Roman Glass St. George Football Club) یک باشگاه فوتبال در شهر بریستول، کشور انگلستان است که در سال ۱۸۷۲ میلادی تأسیس شده‌است.